# シャロン伯
シャロン伯（Comté de Chalon）は、フランスの伯爵。伯領はシャロン＝シュル＝ソーヌを首都とし、10世紀半ばに成立した。1237年に、最後のシャロン伯（兼オーソンヌ伯）ジャン1世が、シャロンとオーソンヌをサラン（Salins）と交換し、2つの伯領がブルゴーニュ公領となるまで続いた。

## シャロン伯一覧
- アダラール　763/5年に活動が確認[1]
- ゲラン1世（ワラン1世）（Warin Ier d'Auvergne） - シャロン伯（760年頃生 - 819年以降）、オーヴェルニュ伯
- ゲラン（ワラン） - シャロン伯（825年以前 - 853年）、オーヴェルニュ伯、オータン伯、マコン伯、ディジョン伯、アルル伯、プロヴァンス公
- イザンバール（Isembard） - シャロン伯（853年 - 858年）、オータン伯、マコン伯、ディジョン伯
- アンフリ　シャロン伯（858年 - 863年） - オータン伯、マコン伯、ディジョン伯
- エシャール（Ecchard） - シャロン伯（863年 - 876/7年）、858年サンス（Sénonais）に派遣、863年シャロン辺境伯に派遣、873年オータンおよびマコンに派遣、ニーベルング家。
- ボソ5世 - プロヴァンス王
- マナセ1世（Manassès Ier） - シャロン伯（875年頃 - 918年）、ボソ5世の娘エルメンガルドと結婚
- ジルベール（956年没） - マナセ1世とエルメンガルドの子、シャロン伯（918年  - 956年）、オータン伯、ブルゴーニュ公（952年 - 956年）
  - アデライード・ド・ブルゴーニュ - ジルベールの娘、シャロン伯領相続人、ロベール・ド・ヴェルマンドワおよびランベール・ド・シャロンと結婚
- ロベール・ド・ヴェルマンドワ - モー伯、トロワ伯（943年- 967年）、シャロン伯（956年 - 967年）、アデライード・ド・ブルゴーニュと結婚
- ランベール - オータン伯、シャロン伯（967年 - 978年）、アデライード・ド・ブルゴーニュと結婚
  - アデール（アデライード）・ド・ヴェルマンドワ - ロベール・ド・ヴェルマンドワとアデライード・ド・ブルゴーニュの娘、アンジュー伯ジョフロワ1世と結婚
- ジョフロワ1世 - アンジュー伯、シャロン伯（978年 - 987年）、アデール（アデライード）・ド・ヴェルマンドワと結婚、のちアデライード・ド・ブルゴーニュと結婚
- ユーグ1世 - ランベール・ド・シャロンとアデライード・ド・ブルゴーニュの子、シャロン伯（987年 - 1039年）
  - マティルド（マオー） - ドンジー女領主（Dame de Donzy）、ユーグ1世の姉妹、最初にブルゴーニュ公アンリ1世と結婚、次にジョフロワ1世・ド・スミュールと再婚。
- ティボー - マティルドとジョフロワ1世・ド・スミュールの子、シャロン伯（1039年 - 1065年）（スミュール家）、1019年頃にユーグ1世の娘と思われるエルマントルド・ドータン（Ermentrude d'Autun）と結婚。
- ユーグ2世 - ティボーの子、シャロン伯（1065年 - 1078/80年）
  - マティルド - ユーグ2世の姉妹、伯父ドンジー卿ジョフロワ2世・ド・スミュールの子である従兄エルヴェ・ド・ドンジーと結婚
- ジョフロワ2世（1111年没） - マティルドとエルヴェ・ド・ドンジーの子、シャロン伯（1078/80年 - 1096年）
  - アデライード - マティルドの姉妹、ギヨーム・ド・ティエール（Guillaume de Thiern、1075年以前没、ティエール家（de））と結婚
- ギー・ド・ティエール（1113年頃没） - アデライードとギヨーム・ド・ティエールの子、シャロン伯
- ギヨーム1世 - ギーの子、シャロン伯（1113年/1171年）
- ギヨーム2世（1203年没） - ギヨーム1世の子、シャロン伯
- ベアトリス（1227年没） - ギヨーム2世の娘、シャロン女伯（1203年 - 1227年）、オーソンヌ伯エティエンヌ2世（1240年没、アンスカリ家）と結婚
- ジャン1世（1267年没） - ベアトリスとエティエンヌ2世の子、オーソンヌ伯およびシャロン伯（1213年 - 1237年）

1237年6月15日、ジャン1世は自身の持つオーソンヌとシャロン＝シュル＝ソーヌの2つの伯領と、ブルゴーニュ公ユーグ4世の持つサラン領とを交換し、支配の中心をポンタルリエとサン＝クロードの間の地域に移した。